# Hemerodromia
Hemerodromia is een geslacht van insecten uit de familie van de dansvliegen (Empididae), die tot de orde tweevleugeligen (Diptera) behoort.

## Soorten
- H. adulatoria Collin, 1927
- H. baetica Collin, 1927
- H. brevifrons Melander, 1947
- H. brunnea Melander, 1928
- H. captus Coquillett, 1895
- H. cataluna Strobl, 1909
- H. claripennis Frey, 1958
- H. coleophora Melander, 1928
- H. chillcotti Harper, 1974
- H. empiformis (Say, 1823)
- H. exhibitor Melander, 1947
- H. fibrina Landry and Harper, 1985
- H. gaditana Wagner & Cobo, 2001
- H. gagneuri Vaillant, 1985
- H. gereckei Wagner, 1995
- H. haruspex Melander, 1947
- H. jugulator Melander, 1928
- H. laudatoria Collin, 1927
- H. maculata Vaillant, 1968
- H. mazoviensis Niesiolowski, 1987
- H. melangyna Collin, 1927
- H. melanosoma Melander, 1947
- H. oratoria (Fallen, 1816)
- H. raptoria Meigen, 1830
- H. rogatoris Coquillett, 1895
- H. slovenica Horvat & Wagner, 1990
- H. stellaris Melander, 1947
- H. sufflexa Melander, 1947
- H. superstitiosa Say, 1824
- H. unilineata Zetterstedt, 1842
- H. vates Melander, 1947
- H. vittata Loew, 1862
- H. zwicki Horvat, 1993